# ジミ・トラオレ
ジミ・トラオレ（Djimi Traoré, 1980年3月1日 - ）は、フランス・セーヌ＝サン＝ドニ県サン＝トゥアン出身の元マリ代表サッカー選手、現サッカー指導者。現役時代のポジションはディフェンダー。

## 経歴

### クラブ

#### リヴァプール
故郷のスタッド・ラヴァルでキャリアを始め、1999年にリヴァプールFCに移籍。加入後しばらくは出場機会が少なかったが、2001-02シーズンにRCランスへ貸し出されるとレギュラーを掴み、翌シーズンにチームへ復帰してからも、ステファヌ・アンショズの負傷もあり32試合とレギュラーを務めた。しかし、2003-04シーズンは主にリザーブチームのキャプテンとして過ごすことが多くなったことから、移籍市場最終日に同じくマージーサイドを拠点とするライバルのエヴァートンFCへ移籍するとの憶測が呼んだ。最終的にはチームへ留まり、UEFAカップ2003-04のFCステアウア・ブカレスト戦で今季初得点を挙げた。
2004-05シーズンにジェラール・ウリエ監督からラファエル・ベニテス監督に交代後はヨン・アルネ・リーセ, スティーヴン・ウォーノックと激しいポジション争いをしながら出場機会を増やしていたが、FAカップ3回戦・2部のバーンリーFC相手にオウンゴールをしてしまい、これが決勝点となり0-1で敗退した。そんなミスを犯しながらも主力の1人としてプレーしていたトラオレは、ACミランとのUEFAチャンピオンズリーグ 2004-05決勝のピッチに先発出場した。開始すぐさまアンドレア・ピルロのFKからパオロ・マルディーニに先制を許すも、試合終了間際にアンドリー・シェフチェンコの至近距離からのシュートをゴール寸前で止める活躍を見せ、優勝に貢献した。。また、同シーズンのチェルシーFCとのフットボールリーグカップ決勝戦では延長戦から出場したが、優勝を逃した。
2005-06シーズンは一定の出場機会を得ながらも、昨シーズンに比べるとリーセ, ウォーノックに出番を譲ることが増えていき、2006年プレシーズンで数試合に出場していたが、8月8日に200万ポンドでチャールトン・アスレティックFCへ売却された。

#### その後
2006年8月19日のウェストハム・ユナイテッドFCとの開幕戦で先発出場したが、FKを阻止するためのタックルが危険と判断されて26分に退場する苦いものとなった。ヘルマン・フレイザルソンとポジション争いをしながらも出場機会を得ていたが、アラン・パーデュー監督が新たに就任すると戦力外とみなされ、2007年1月にポーツマスFCへ移籍金100万ポンドで加入した。
ポーツマスでなかなかレギュラーを奪取出来ずにいると、2008年1月18日にエリック・エドマンの後釜を探していたスタッド・レンヌへ完全移籍のオプション付きでシーズン終了まで貸し出され、さらに、2009年2月10日には3ヶ月の緊急融資で2部のバーミンガム・シティFCへ貸し出された。バーミンガムでは、加入した月にハムストリングを負傷したため、4月のワトフォードFC戦に試合終了近くで交代出場の形でデビューと遅いものだった。
バーミンガムでのレンタル期間終了後、2009年6月18日にASモナコへ完全移籍し、加入1年目からレギュラーとしてプレー。同シーズンのクープ・ドゥ・フランス決勝戦にスタメン出場をしたが、パリ・サンジェルマンFCに延長戦の末0-1と敗れてタイトル獲得を逃した。翌シーズンは、2010年12月18日のパリ・サンジェルマン戦で前十字靭帯断裂したことで半年もの長期離脱を余儀なくされた。その後、モナコとの契約が終了しチームは34年ぶりにリーグ・ドゥへ降格したこともあり、2011年8月18日に同リーグのオリンピック・マルセイユへ1年契約で移籍。このシーズンは、クープ・ドゥ・ラ・リーグのタイトルを獲得したが決勝戦でベンチ入りするも出番はなく、2012年6月13日にマルセイユは6月30日まであるトラオレとの契約を更新しないことを発表したことで退団が決定した。
2013年2月23日、プレシーズンに行われたトライアルに合格し、シアトル・サウンダーズFCと契約。CONCACAFチャンピオンズリーグ準々決勝・UANLティグレスとの第2戦で移籍後初得点にして2-2の同点弾を挙げた。最終的に75分にエディ・ジョンソンが決勝点を決め、同大会に名称が変更してから初めてMLSがメキシコのチームを破る快挙に貢献した。
2014年シーズン限りで現役引退することを表明。翌年よりサウンダーズのセカンドチームでアシスタントコーチを務め、続く2016年にはトップチームに昇格した。

### 代表
U-18フランス代表歴があったものの、A代表では、2004年から父の母国であるマリ代表に選択した。

## タイトル
リヴァプール
- FAチャリティ・シールド : 2001
- フットボールリーグカップ : 2002-03
- UEFAチャンピオンズリーグ : 2004-05
- FAカップ : 2005-06

マルセイユ
- クープ・ドゥ・ラ・リーグ : 2011-12

シアトル・サウンダーズ
- サポーターズ・シールド : 2014